# Екатерина Вазем
Екатерина Отовна Вазем (13 (25) януари 1848 г., Москва – 14 декември 1937 г., Ленинград) е руска балерина, прима-балерина на Мариинския театър, балетен педагог. Рождено име – Матилда. Според първия съпруг на Гринев, според втория – Насилова.
Учила е в Императорското театрално училище в Санкт Петербург при Лев Иванов и завършва през 1867 г.
От 1867 до 1884 г. тя е една от водещите танцьорки в Болшой Камерний театр в Санкт Петербург. Тя се смята за първата рускиня, която успява да се справи с техническото майсторство на италианските балерини от своето време и е руската любима танцьорка на известния хореограф Мариус Петипа. Той създава ролята на Никия за нея в „La Bayadère“ (1877), който става любимият балет на Вазем. Тя също танцува в ролята на Петипа на Paquita (1881): известният „Grand Pas“ с музика от Минкус е създаден за това представление с Вазем в главната роля.
Те също танцува главни роли в постановките на Петипа на „Le Papillon“ (1874), La Fille du Danube (1880),  и „La Vivandière“ (1881), и в балетите на Петипа „Снежната дъщеря“ (1879), „Сорая“ (1881) и „Нощ и ден“ (1883).
През 1880 г. гостува в Париж и Америка.
През 1884 г. завършва сценичната си кариера и преподава от 1886 до 1896 г. в Императорското театрално училище в Санкт Петербург. Анна Павлова и Агрипина Ваганова са сред нейните ученици там. По-късно тя дава частни уроци в продължение на много години.
Екатерина Вазем пише и мемоари, които са интересно свидетелство за времето.